# Старе Котковиці
Старе Котковиці (пол. Stare Kotkowice) — село в Польщі, у гміні Ґлоґувек Прудницького повіту Опольського воєводства.
Населення — 409 осіб (2011).

## Демографія
Демографічна структура станом на 31 березня 2011 року:
|          | Загалом | Допрацездатний вік | Працездатний вік | Постпрацездатний вік |
| -------- | ------- | ------------------ | ---------------- | -------------------- |
| Чоловіки | 205     | 41                 | 144              | 20                   |
| Жінки    | 204     | 27                 | 133              | 44                   |
| Разом    | 409     | 68                 | 277              | 64                   |